# Pont-Authou
 Pont-Authou  là một xã thuộc tỉnh Eure trong vùng Normandie miền bắc nước Pháp.